# Copa d'Europa de rugbi a 15 de 2015-2016
La Copa d'Europa de rugbi a 15 de 2015-2016 serà la segona edició en el format de la European Rugby Champions Cup, la competició de clubs anual de rugbi per als millors equips de les nacions que juguen el Torneig de les sis nacions de rugbi, i la 21a edició tenint en compte el format de la Heineken Cup ja desapareguda.
Com a conseqüència de la celebració de la Copa del Món de Rugbi de 2015 que se celebra al setembre a Anglaterra, el torneig començarà una mica més tard que en temporades anteriors, amb el cap de setmana inaugural el cap de setmana del 13 al 15 de novembre de 2015. La final es jugarà el 14 de maig de 2016, a l'Stade des Lumières a Lió (França).

## Equips participants
Un total de 20 equips participaren en la competició, 19 dels quals ho fan automàticament en funció dels resultats a les seves respectives lligues :
Anglaterra : 6 equips, basats en la classificació de la  English Premiership.
França: 6 equips, basats en la posició en el Top 14.
Irlanda, Itàlia, Escòcia i Gal·les : 7 equips segons la classificació al Pro12 tenint en compte el criteri que el millor equip de cada país col·locat en el Pro12 es classifica directament per a la competició (4 places) i els tres llocs restants s'atorgan als equips millor classificats al Pro12 que no s'han classificat (3 places).
La 20a plaça es va disputar en un play-off entre els equips de Gloucester que hi tenia accés com a campió de la European Challenge Cup, el primer no classificat del Pro12 i els setens del Top14 francès.
| Aviva Premiership                                                                 | Top 14 | Pro 12                        | Pro 12             | Pro 12             | Pro 12               |
| Anglaterra                                                                        | França | Irlanda                       | Itàlia             | Escòcia            | Gal·les              |
| --------------------------------------------------------------------------------- | --- | ----------------------------- | ------------------ | ------------------ | -------------------- |
| - Northampton Saints - Bath - Leicester Tigers - Saracens - Exeter Chiefs - Wasps | - Toulon - Clermont - Toulouse - Stade Français - Racing Métro - Oyonnax - Bordeaux Bègles (Guanyador del play-off) | - Munster - Ulster - Leinster | - Benetton Treviso | - Glasgow Warriors | - Ospreys - Scarlets |

## Play-off de Classificació
Per decidir el 20è equip que participava en la competició es va celebrar un play - off entre tres equips de cada una de lligues participants. L'equip de Gloucester, va representar Anglaterra com a guanyador de la European Challenge Cup, i els equips de Connacht com a representant del PRO12 i Bordeaux Bègles com a representant del Top14. Els perdedors d'aquest play-off es classifiquen directament per la European Challenge Cup. El play off fou una sèrie de dos partits, en el que el guanyador de l'enfrontament entre Gloucester i Connacht a partit únic, passava a una fase final contra Bordeaux Bègles, també a partit únic.
| Aviva Premiership | Top 14          | Pro 12   |
| Anglaterra        | França          | Irlanda  |
| ----------------- | --------------- | -------- |
| Gloucester        | Bordeaux Bègles | Connacht |

| Gloucester | 40-32              | Connacht | 23 de maig de 2015 15:30 (GMT) - Kingsholm Stadium, Gloucester Àrbitre: Romain Poite (FFR) |
|            | [Fitxa del partit] |          | 23 de maig de 2015 15:30 (GMT) - Kingsholm Stadium, Gloucester Àrbitre: Romain Poite (FFR) |

| Gloucester Anglaterra | 22−23 | França Bordeaux Bègles | 31 maig 2015 17:00 GMT - Sixways Stadium, Worcester Àrbitre: Leighton Hodges (WRU) |
|                       |       |                        | 31 maig 2015 17:00 GMT - Sixways Stadium, Worcester Àrbitre: Leighton Hodges (WRU) |

## Detalls dels Equips
A continuació es mostra la llista d'entrenadors, capità i estadis i la forma en el que equips han obtingut la seva classificació per a la competició.
Nota: Entre parèntesis la posició en la fase regular, en negreta la posició final a la lliga entenent CH=campió; RU=Finalista; SF=Semi-finalista; QF=Quart-finalista
| Equips             | Entrenador / Director           | Capità                      | Estadi                                | Capacitat     | Mètode de qualificació            |
| ------------------ | ------------------------------- | --------------------------- | ------------------------------------- | ------------- | --------------------------------- |
| Bath               | Mike Ford                       | Stuart Hooper               | Recreation Ground                     | 13.500        | Aviva Premiership top 6 (2n) (RU) |
| Benetton Treviso   | Umberto Casellato               | Alessandro Zanni            | Stadio Comunale di Monigo             | 6.700         | Pro12 top Italian team (11è)      |
| Bordeaux Bègles    | Raphaël Ibañez                  | Matthew Clarkin             | Stade Chaban-Delmas                   | 34.694        | 7è Plaça, guanyador del play-off  |
| Clermont           | Franck Azéma                    | Damien Chouly               | Stade Marcel-Michelin                 | 18.000        | Top 14 top 6 (2n) (RU)            |
| Exeter Chiefs      | Rob Baxter                      | Jack Yeandle                | Sandy Park                            | 12.600        | Aviva Premiership top 6 (5è)      |
| Glasgow Warriors   | Gregor Townsend                 | Jonny Gray                  | Scotstoun Stadium                     | 9.708         | Pro12 top Scottish team (1r) (CH) |
| Leicester Tigers   | Richard Cockerill               | Ed Slater                   | Welford Road                          | 24.000        | Aviva Premiership top 6 (3r) (SF) |
| Leinster           | Leo Cullen                      | Isa Nacewa                  | RDS Arena Aviva Stadium               | 18,500 51.700 | Pro12 top 7 (5è)                  |
| Munster            | Anthony Foley                   | Peter O'Mahony              | Thomond Park                          | 25.600        | Pro12 top Irish team (2n) (RU)    |
| Northampton Saints | Jim Mallinder                   | Lee Dickson                 | Franklin's Gardens                    | 13,600        | Aviva Premiership top 6 (1r) (SF) |
| Ospreys            | Steve Tandy                     | Alun Wyn Jones              | Liberty Stadium                       | 20.532        | Pro12 top Welsh Team (3r) (SF)    |
| Oyonnax            | Olivier Azam                    | Florian Denos               | Stade Charles-Mathon                  | 11.400        | Top 14 top 6 (6è) (QF)            |
| Racing             | Laurent Labit · Laurent Travers | Dimitri Szarzewski          | Stade Yves-du-Manoir                  | 14,000        | Top 14 top 6 (5è) (QF)            |
| Saracens           | Mark McCall                     | Alistair Hargreaves         | Allianz Park                          | 10,000        | Aviva Premiership top 6 (4t) (CH) |
| Scarlets           | Wayne Pivac                     | Ken Owens · Scott Williams  | Parc y Scarlets                       | 14,870        | Pro12 top 7 (6è)                  |
| Stade Français     | Gonzalo Quesada                 | Sergio Parisse              | Stade Jean-Bouin                      | 20,000        | Top 14 top 6 (4t) (CH)            |
| Toulon             | Bernard Laporte                 | Juan Smith · Jocelino Suta  | Stade Mayol                           | 15,400        | Top 14 top 6 (1r) (SF)            |
| Toulouse           | Ugo Mola                        | Thierry Dusautoir           | Stade Ernest-Wallon Stadium Municipal | 19,500 35,575 | Top 14 top 6 (3r) (SF)            |
| Ulster             | Neil Doak                       | Rory Best                   | Kingspan Stadium                      | 18,196        | Pro12 top 7 (4t) (SF)             |
| Wasps              | Dai Young                       | James Haskell · Matt Mullan | Ricoh Arena                           | 32,609        | Aviva Premiership top 6 (6è)      |

## Fase de Grups
El sorteig de la fase de grups es va fer el 17 de juny de 2015. Un cop conformats els grups, els equips s'enfrontaven entre ells en una lliga a doble volta amb el següent sistema de puntuació i classificació:

### Sistema de punts
- Els equips reben 4 punts per victòria
- 2 punts per empat
- 1 punt per bonus ofensiu en anotar quatre o més assaigs en un partit
- 1 punt per bonus defensiu en perdre un partit per set punts o menys.[6]

### Classificació per quarts de final
Es classificaven els 5 primers equips de cada grup, i els d'entre els segons classificats aquells que tenien millor puntuació entre tots els grups. En cas d'empat entre equips, els empats es desfeien en funció de les següents directrius:
- Si els equips han jugat entre si[6]
  - El club amb el major nombre de punts tenint en compte, tan sols, els partits dels equips empatats.
  - Si segueix l'empat, el club que va anotar la major quantitat d'assaigs en aquests partits.
  - Si segueix l'empat, el club amb la millor diferència de punts totals d'aquests partits.

- Si els equips no han jugat entre si[6]
  - El club amb la millor diferència de punts
  - Si segueix l'empat, el club que va anotar la major quantitat d'assaigs en l'etapa de grups.
  - Si segueix l'empat, el club amb menys jugadors expulsats durant la fase de grups.
  - Si segueix l'empat, es designa per sorteig.

### Grup 1
|              | J | G | E | P | Punts favor | Punts contra | Diferència | Assaigs a Favor | Assaigs en Contra | Bonus Ofensiu | Bonus Defensiu | Pts |
| ------------ | - | - | - | - | ----------- | ------------ | ---------- | --------------- | ----------------- | ------------- | -------------- | --- |
| Saracens (1) | 6 | 6 | 0 | 0 | 220         | 73           | +147       | 26              | 8                 | 4             | 0              | 28  |
| Ulster       | 6 | 4 | 0 | 2 | 169         | 109          | +60        | 21              | 12                | 2             | 0              | 18  |
| Oyonnax      | 6 | 1 | 0 | 5 | 99          | 218          | –119       | 10              | 30                | 1             | 2              | 7   |
| Toulouse     | 6 | 1 | 0 | 5 | 85          | 173          | –88        | 11              | 18                | 0             | 1              | 5   |

### Grup 2
|                   | J | G | E | P | Punts favor | Punts contra | Diferència | Assaigs a Favor | Assaigs en Contra | Bonus Ofensiu | Bonus Defensiu | Pts |
| ----------------- | - | - | - | - | ----------- | ------------ | ---------- | --------------- | ----------------- | ------------- | -------------- | --- |
| Exeter Chiefs (5) | 6 | 3 | 0 | 3 | 148         | 151          | –3         | 18              | 18                | 3             | 1              | 16  |
| Bordeaux Bègles   | 6 | 3 | 0 | 3 | 149         | 163          | –14        | 18              | 19                | 3             | 1              | 16  |
| Ospreys           | 6 | 3 | 0 | 3 | 138         | 142          | –4         | 12              | 16                | 2             | 2              | 16  |
| Clermont          | 6 | 3 | 0 | 3 | 159         | 138          | +21        | 19              | 14                | 3             | 0              | 15  |

### Grup 3
|                        | J | G | E | P | Punts favor | Punts contra | Diferència | Assaigs a Favor | Assaigs en Contra | Bonus Ofensiu | Bonus Defensiu | Pts |
| ---------------------- | - | - | - | - | ----------- | ------------ | ---------- | --------------- | ----------------- | ------------- | -------------- | --- |
| Racing 92 (3)          | 6 | 4 | 1 | 1 | 174         | 70           | +104       | 23              | 6                 | 4             | 0              | 22  |
| Northampton Saints (8) | 6 | 4 | 1 | 1 | 94          | 93           | +1         | 12              | 9                 | 1             | 0              | 19  |
| Glasgow Warriors       | 6 | 3 | 0 | 3 | 114         | 96           | +18        | 10              | 11                | 1             | 1              | 14  |
| Scarlets               | 6 | 0 | 0 | 6 | 59          | 182          | –123       | 7               | 25                | 0             | 2              | 2   |

### Grup 4
|                                              | J | G | E | P | Punts favor | Punts contra | Diferència | Assaigs a Favor | Assaigs en Contra | Bonus Ofensiu | Bonus Defensiu | Pts |
| -------------------------------------------- | - | - | - | - | ----------- | ------------ | ---------- | --------------- | ----------------- | ------------- | -------------- | --- |
| Leicester Tigers (2)                         | 6 | 5 | 0 | 1 | 185         | 91           | +94        | 24              | 11                | 3             | 0              | 23  |
| Stade Français (7)                           | 6 | 4 | 0 | 2 | 186         | 118          | +68        | 25              | 17                | 3             | 0              | 19  |
| Plantilla:Country data Ireland rugby Munster | 6 | 3 | 0 | 3 | 118         | 100          | +18        | 15              | 11                | 3             | 0              | 15  |
| Benetton Treviso                             | 6 | 0 | 0 | 6 | 53          | 233          | –180       | 8               | 33                | 0             | 0              | 0   |

### Grup 5
|                                               | J | G | E | P | Punts favor | Punts contra | Diferència | Assaigs a Favor | Assaigs en Contra | Bonus Ofensiu | Bonus Defensiu | Pts |
| --------------------------------------------- | - | - | - | - | ----------- | ------------ | ---------- | --------------- | ----------------- | ------------- | -------------- | --- |
| Wasps (4)                                     | 6 | 4 | 0 | 2 | 186         | 72           | +114       | 19              | 8                 | 2             | 2              | 20  |
| Toló (6)                                      | 6 | 5 | 0 | 1 | 96          | 91           | +5         | 9               | 7                 | 0             | 0              | 20  |
| Bath                                          | 6 | 2 | 0 | 4 | 88          | 131          | –43        | 7               | 8                 | 0             | 2              | 10  |
| Plantilla:Country data Ireland rugby Leinster | 6 | 1 | 0 | 5 | 82          | 158          | –76        | 5               | 17                | 0             | 2              | 6   |

## Fase Final
Els vuit equips classificats es distribueixen d'acord amb la seva classificació en la fase de grups per competir en els quarts de final, que se celebraran el cap de setmana del 8 i 9 i 10 de 2016. Els quatre caps de sèrie (Els 4 millors campions de la fase de grups) jugaran com a locals alls quarts de final contra la resta dels equips seguint el format 1vs8, 2vs7, 3vs6 i 4vs5.
Les semifinals es jugaran el cap de setmana del 23 i 24 de 2016. En lloc del tradicional sorteig que s'utilitzava per a determinar l'aparellament de semifinals, la EPCR va anunciar que l'enquadrament de semifinals seria fix i que l'equip local aniria en funció de "les actuacions dels clubs durant la fase de grups, així com el fet d'haver guanyat el partit de quarts de final fora de casa". Els partits de semifinals s'hauran de jugar en un estadi neutral, però en el país de l'equip designat com a local.
L'avantatge de jugar les semifinals al propi país s'atorgarà de la següent manera
| Guanyador QF 1 | Guanyador QF 2 | Semi-Final (Local vs Visitant) |
| -------------- | -------------- | ------------------------------ |
| 1              | 4              | 1 v 4                          |
| 1              | 5              | 5 v 1                          |
| 8              | 4              | 8 v 4                          |
| 8              | 5              | 5 v 8                          |

| Guanyador QF 3 | Guanyador QF 4 | Semi-Final (Local vs Visitant) |
| -------------- | -------------- | ------------------------------ |
| 3              | 2              | 2 v 3                          |
| 3              | 7              | 7 v 3                          |
| 6              | 2              | 6 v 2                          |
| 6              | 7              | 6 v 7                          |

### Quarts de final
| Saracens (1) | vs. | (8) Northampton Saints | 9 d'abril de 2016 17:45 - Allianz Park |
|              |     |                        | 9 d'abril de 2016 17:45 - Allianz Park |

| Wasps (4) | vs. | (5) Exeter Chiefs | 9 d'abril de 2016 15:15 - Ricoh Arena |
|           |     |                   | 9 d'abril de 2016 15:15 - Ricoh Arena |

| Racing 92 (3) | vs. | (6) Toló | 10 d'abril de 2016 17:15 - Stade Yves du Manoir |
|               |     |          | 10 d'abril de 2016 17:15 - Stade Yves du Manoir |

| Leicester Tigers (2) | vs. | (7) Stade Français | 10 d'abril de 2016 13:45 - Welford Road |
|                      |     |                    | 10 d'abril de 2016 13:45 - Welford Road |